# Passo d'Areia
Pour le quartier de Porto Alegre, voir Passo d'Areia (Porto Alegre).
Passo d'Areia est un quartier de la ville brésilienne de Santa Maria, Rio Grande do Sul. Le quartier est situé dans district de Sede.

## Vilas
Le quartier possède les vilas suivantes : Loteamento Roveda, Passo d'Areia, Vila Independência, Vila Marechal Mallet, Vila Oliveira.

## Galerie

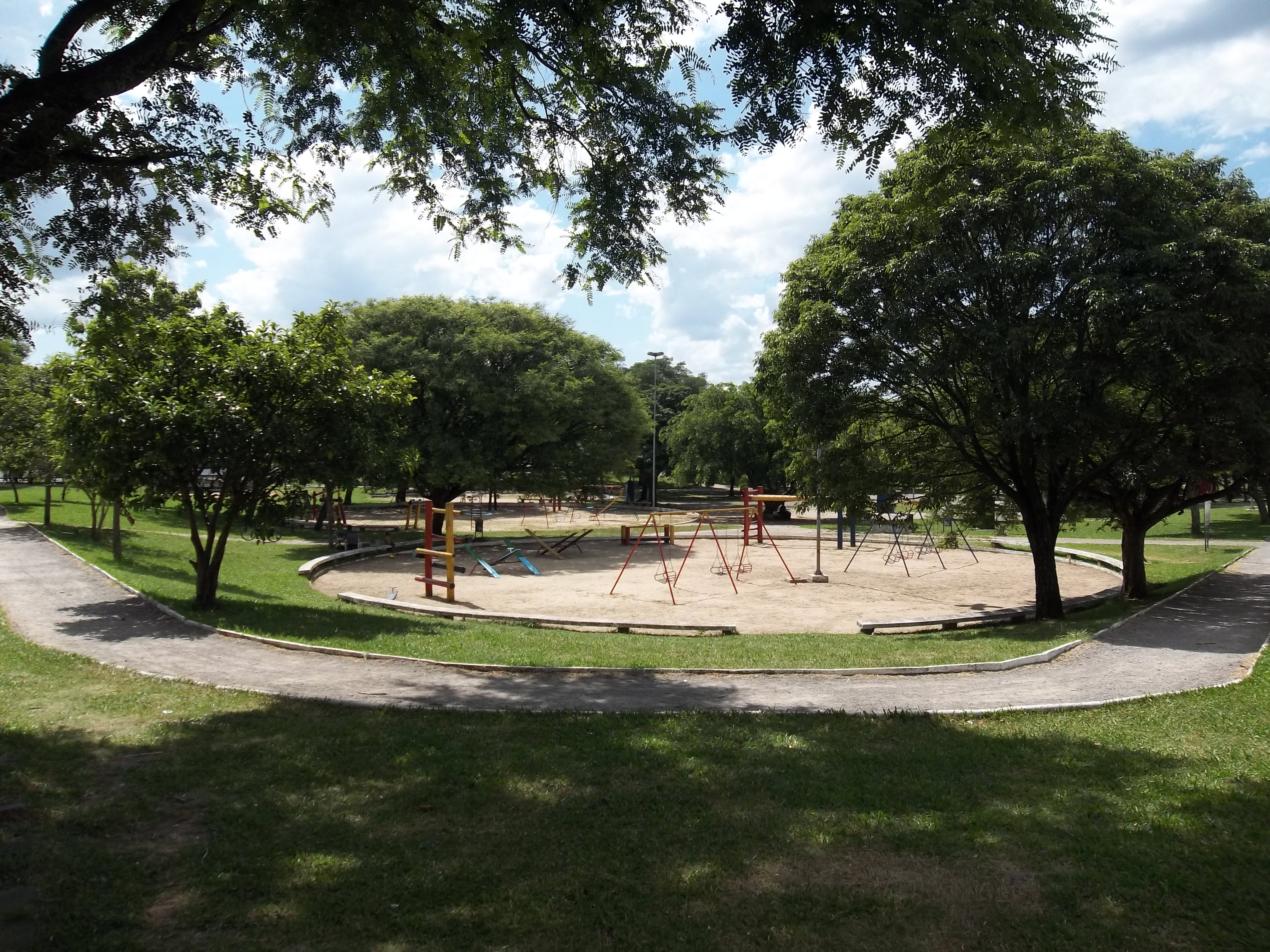
Place du Général Osório.
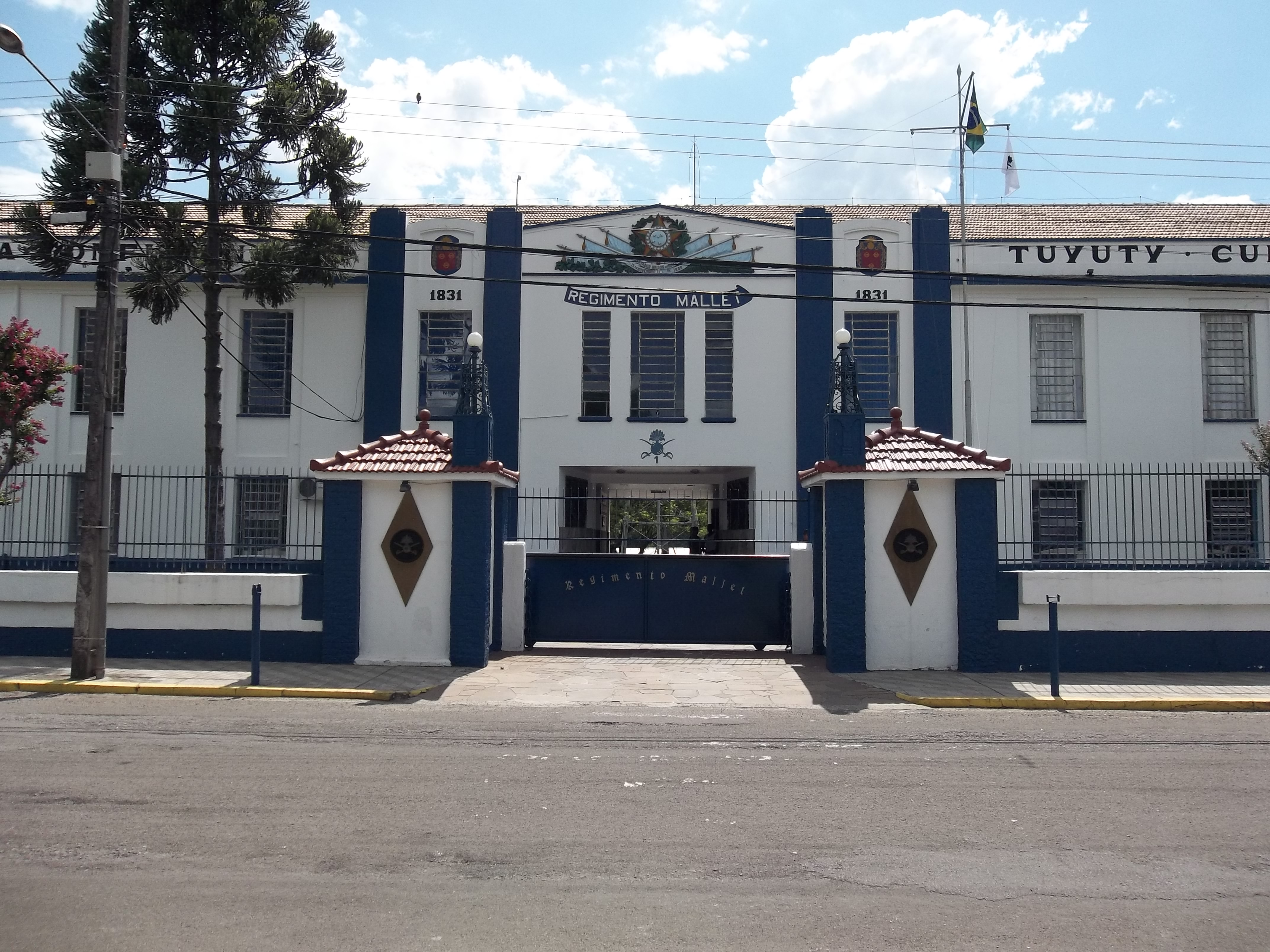
Régiment de Mallet.
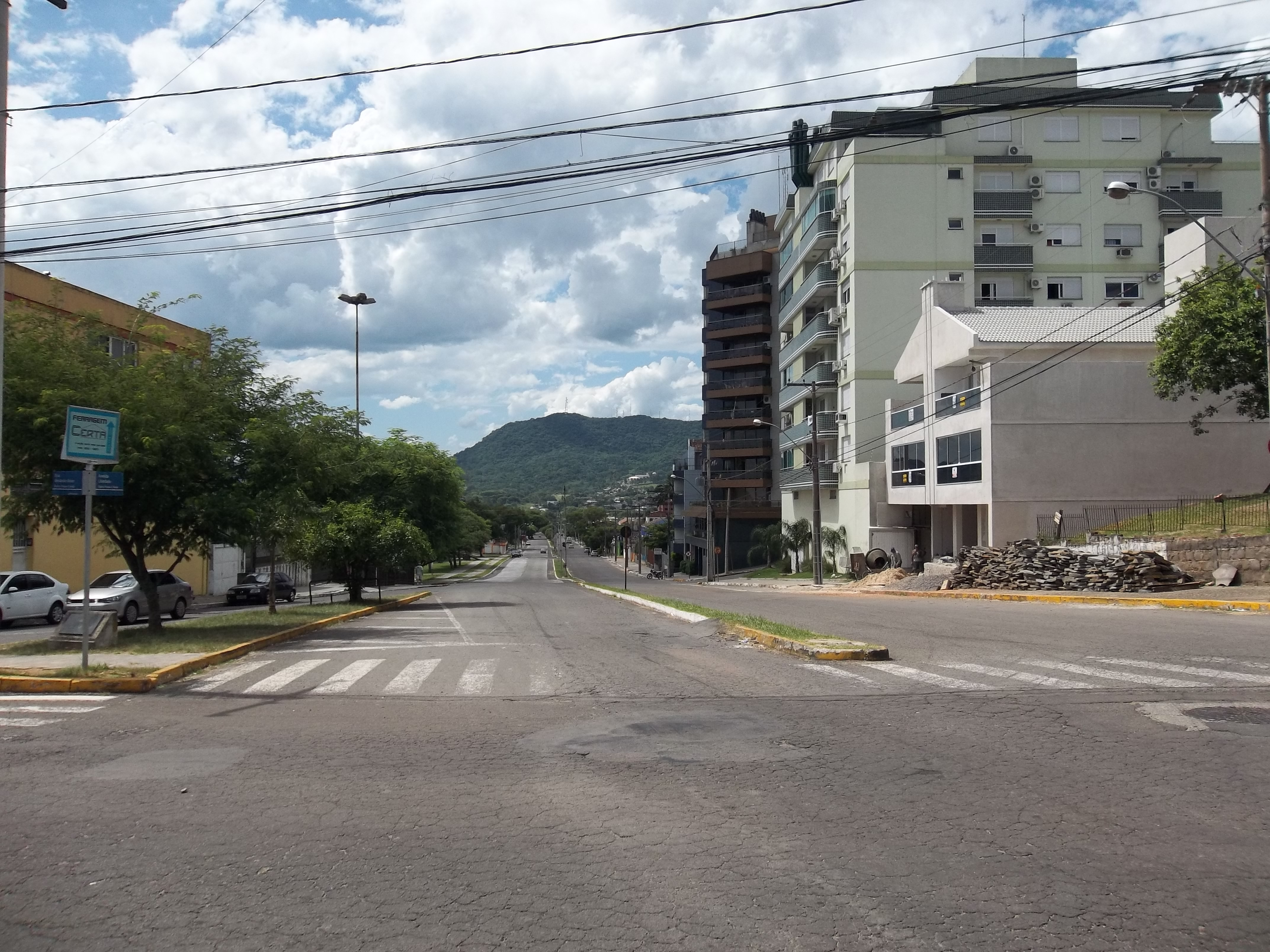
Avenue de la Liberté.